# Джон Гонт
Джон Гонт (англ. John of Gaunt; март/май 1340 — 3 февраля 1399) — английский принц, граф Ричмонд в 1342—1373 годах, герцог Ланкастерский, граф Ланкастер, Дерби, Лестер и Линкольн, сеньор де Бофор и де Ножан с 1362 года, герцог Аквитании с 1390 года, третий выживший сын короля Англии Эдуарда III и Филиппы Геннегау. Его прозвище «Гонт» означает, собственно, «родившийся в Генте». Основатель дома Ланкастеров, к которому принадлежали английские короли Генрих IV, Генрих V и Генрих VI.
Благодаря первому браку с Бланкой Ланкастерской Джон унаследовал обширные владения в Северной Англии, сделавшие его одним из богатейших и влиятельных английских магнатов, а также получил герцогский титул. Второй брак позволил ему претендовать на трон Кастилии и Леона, однако его попытки стать королём, для чего он предпринял военный поход в королевство, провалились. В 1396 году Джон смог жениться на своей многолетней любовнице Екатерине Суинфорд, а родившиеся от этой связи дети, получившие фамилию Бофорт, были легитимизированы.
В английской политике Джон играл заметную роль, особенно в последние годы жизни отца, а также в первые годы правления племянника, Ричарда II. Также он принимал активное участие в Столетней войне против Франции, хотя и не добился серьёзных военных успехов. Большего Джон достиг в качестве дипломата; благодаря его усилиям был заключён ряд перемирий с Францией и Шотландией, которые, однако, были очень непопулярны в Англии. Недовольство политикой Гонта, коррупцией в его правительстве, а также его поддержкой проповедника Джона Уиклифа вызвали политический кризис 1376—1377 годов и Лондонский бунт.
В 1390 году Джон получил титул герцога Аквитании. В последующие годы он пытался заключить окончательный мир с Францией, но добился только перемирия на 28 лет. Главной проблемой в последние годы жизни Гонта стало положение его наследника, Генри Болингброка, враждовавшего с королём Ричардом II. В итоге в 1398 году Болингброк был изгнан из Англии. Известие об этом привело к ухудшению здоровья Гонта, и вскоре он умер. После смерти дяди Ричард II объявил о конфискации его владений, однако уже осенью Болингброк вторгся в Англию и сверг короля, короновавшись под именем Генриха IV и положив начало королевской династии Ланкастеров.
Потомками Джона являются все английские и британские монархи, начиная с Генриха IV, короли Шотландии, начиная с Якова V, а также представители ряда европейских династий.

## Происхождение

Родители Джона Гонта
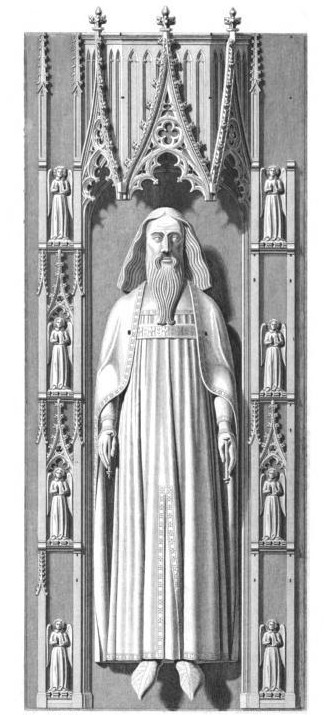
Отец: Эдуард III Плантагенет. Прорисовка изображения в гробнице в Вестминстерском аббатстве
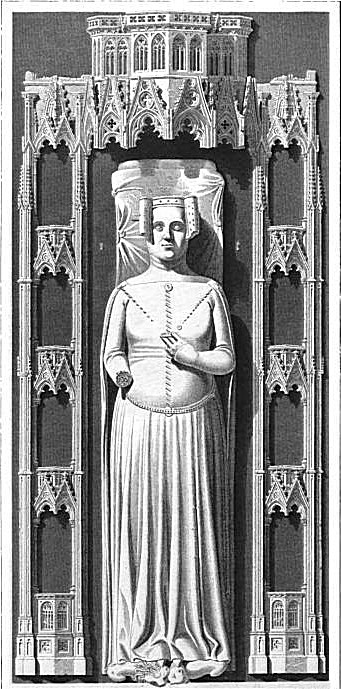
Мать: Филлиппа Геннегау. Прорисовка изображения в гробнице в Вестминстерском аббатстве

### Первый брак

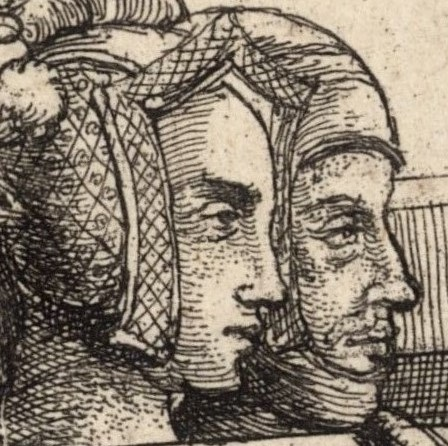
Бланка Ланкастерская и Джон Гонт. Иллюстрация XVII века с ныне не существующей гробницы

## Возобновление Столетней войны

Военные действия во Франции в 1364—1380 годах